# 255308 Christianzuber
255308 Christianzuber este o planetă minoră (asteroid) din centura de asteroizi. A fost descoperită pe 20 noiembrie 2005 la Nogales de Jean-Claude Merlin⁠(d). 
Obiectul prezintă o orbită caracterizată de o semiaxă mare de 3,0597942540513 UAi, o excentricitate de 0,16, o înclinație de 1 ° în raport cu ecliptica.